# 延青雲
延青雲（？—？），字果亭，山西阳城润城里人，邑诸生以资補福建泉州蚶江通判。  中國清朝官員。
1800年，延青雲接替魏堯年於台灣擔任台灣府海防兼南路理番同知。品等為正五品的該官職隸屬於台灣府，主管全台灣船政治安業務及台灣南路之台灣原住民事務，相當於副知府。嘉庆三年接替承炷任龙岩州知州一职，嘉庆四年由嵩秀接任。
延君寿之父。